# South Mission Beach
Sapphire – miasto w Australii, w stanie Queensland, nad Oceanem Spokojnym.